# Andre Cason
Andre Cason (Virginia Beach, 20 januari 1969) is een voormalige Amerikaanse sprinter. Hij was jarenlang mede-wereldrecordhouder op de 4 x 100 m estafette.

## Loopbaan
Zijn eerste internationale succes behaalde Cason in 1988. Op de wereldkampioenschappen voor junioren in het Canadese Sudbury versloeg hij met een tijd van 10,22 s de Oost-Duitser Sven Matthes (zilver) en de Sovjet-atleet Aleksandr Shlychkov (brons).
Cason was lid van het Amerikaanse estafetteteam dat bij de wereldkampioenschappen van 1991 in Tokio op de 4 x 100 m estafette het wereldrecord verbeterde naar 37,50. Een paar weken na deze prestatie dook hij in Koblenz met een tijd van 9,99 voor de eerste maal onder de 10 secondengrens.
Het jaar 1992 begon veelbelovend, doordat Cason in het begin van de zomer het wereldindoorrecord op de 60 m verbeterde naar 6,41. Desalniettemin zette een blessure, die hij opliep bij de Amerikaanse olympische selectiewedstrijden, een streep door de rest van het seizoen.
In 1993 won Cason de 100 m bij de Amerikaanse Trials in Eugene en won zilver op de WK in Stuttgart in 9,92. Samen met Jon Drummond, Dennis Mitchell en Leroy Burrell evenaarde hij op de 4 x 100 m estafette in de halve finale het wereldrecord van 37,40. Het Amerikaanse viertal werden wereldkampioen door de finale te winnen in 37,48.

## Titels
- Wereldindoorkampioen 60 m - 1991
- Wereldjuniorenkampioen 100 m - 1988
- Universitair kampioen 100 m - 1989
- Amerikaans kampioen 100 m - 1993
- NCAA-indoorkampioen 60 m - 1990

## Persoonlijke records
Outdoor
| Onderdeel | Prestatie | Datum            | Plaats    |
| --------- | --------- | ---------------- | --------- |
| 100 m     | 9,92 s    | 15 augustus 1993 | Stuttgart |

Indoor
| Onderdeel | Prestatie      | Datum            | Plaats      |
| --------- | -------------- | ---------------- | ----------- |
| 50 m      | 5,62 s         | 15 februari 1992 | Los Angeles |
| 60 m      | 6,41 s (ex-WR) | 14 februari 1992 | Madrid      |

## Wereldrecords
| Onderdeel | Prestatie | Datum            | Plaats    |
| --------- | --------- | ---------------- | --------- |
| 60 m      | 6,45 s    | 29 januari 1992  | Ghent     |
| 60 m      | 6,41 s    | 14 februari 1992 | Madrid    |
| 4 x 100 m | 37,50 s   | 1 september 1991 | Tokio     |
| 4 x 100 m | 37,40 s   | 21 oktober 1993  | Stuttgart |

## Palmares

### 100 m
- 1988:  WJK - 10,22 s
- 1989:  Universiade - 10,29 s
- 1991:  WK indoor - 6,54 s
- 1991:  Pan-Amerikaanse Spelen - 10,35 s
- 1993:  WK - 9,92 s

### 4 x 100 m
- 1991:  WK - 37,50 s (WR)
- 1993:  WK - 37,48 s